# Dobrna
Dobrna (in tedesco Neuhaus) è un comune di 2 129 abitanti della Slovenia centro-settentrionale. Dobrna è un bel centro termale sorto attorno ad una sorgente di acqua calda di 37°, sfruttata già in epoca medievale. Solo nella seconda metà del secolo XVIII sorsero però  i primi impianti per uno sfruttamento più razionale delle acque. Nel secolo seguente furono costruiti i primi alberghi e la località divenne famosa e, frequentata da nobili e ricchi borghesi.